# فوني
فوني، (بالإنجليزية: Fonni)‏، (سردينيا: Fonne) هي بلدية في سردينيا، في مقاطعة نوورو (إيطاليا).

## السكان
في سنة 1861 بلغ عدد السكان 3٬604 نسمة، وتطور العدد ليصل في سنة 2011 لـ 4٬062 نسمة.
يظهر هذا المخطط البياني تطور النمو السكاني لـ فوني

## توأمة
لفوني اتفاقيات توأمة مع:
- تيمبيو باوسانيا